# Остеопенія
Остеопенія — захворювання, що характеризується зниженням щільності кісток, вона є попередником остеопорозу. Однак не кожен пацієнт з діагностованою остеопенією, хворіє на остеопороз.
Остеопенія визначається наступним чином: через вимірювання показника щільності кісткової тканини, для остеопенії він заходиться рівні від 1,0 до 2,5 стандартних відхилень, нижчих порівняно з віковою та гендерною нормою (показник Т). Як попередник остеопорозу, захворювання пов'язане зі збільшенням ризику переломів кісток.
Як і остеопороз, остеопенія особливо часто зустрічається у жінок у менопаузі внаслідок дефіциту естрогену. Ризик збільшується через певні умови життя, такі як недостатнє фізичне навантаження, надмірне вживання алкоголю, куріння, гіповітаміноз, гіперпаратиреоз, або вживання лікарських препаратів, що містять глюкокортикоїди протягом тривалого періоду.
Якщо зміна режиму харчування та збільшення фізичних навантажень є недостатніми для лікування остеопенії, можна застосовувати медикаменти. Наприклад, використовуються препарати, що містять кальцій і вітамін D, фторид натрію та бісфосфонати. Жінкам у пременопаузі призначають гормональну терапію оральними контрацептивами.

###### Див.також
- Денситометрія (медицина)